# Смендес II
Смендес II (греческая форма египетского имени Несубанебджед II) — верховный жрец Амона в Фивах в Древнем Египте с 992 года до н. э. до 990 года до н. э..
Смендес II был сыном верховного жреца Амона Менхеперры и Исетемхеб, дочери фараона Псусеннеса I.
Правление Смендеса II длилось недолго и практически не оставило источников. Упоминание о нём также отсутствует у Манефона. Имя Смендеса упоминается в надписе в Карнаке, на бинтах мумии и на браслетах мумии фараона Псусеннеса.
Его преемником стал его брат Пинеджем II.